# Charles W. Bryan

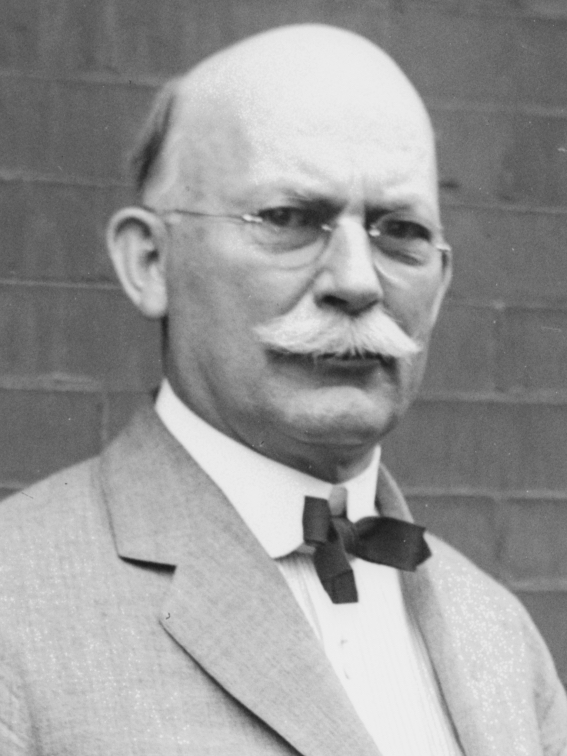
Charles W. Bryan

Charles Wayland Bryan (* 10. Februar 1867 in Salem, Illinois; † 4. März 1945 in Lincoln, Nebraska) war ein US-amerikanischer Politiker und zwischen 1923 und 1925 der 21. sowie von 1931 bis 1935 der 24. Gouverneur des Bundesstaates Nebraska.

## Frühe Jahre
Charles Bryan war ein Bruder von William Jennings Bryan, der in den 1890er Jahren eine führende Rolle in der populistischen Bewegung spielte und mehrfach erfolglos für die Demokraten in die Präsidentschaftswahlen zog. Er besuchte das Illinois College in Jacksonville und die University of Chicago. Nach der Schulzeit arbeitete er in verschiedenen Berufen wie z. B. Farmer oder Händler. Einige Zeit war er auch Sekretär seines Bruders William.

## Politischer Aufstieg und erste Amtszeit als Gouverneur
Bryan war Mitglied der Demokratischen Partei. Zwischen 1915 und 1917 amtierte er als Bürgermeister von Lincoln. Im Jahr 1922 wurde er erstmals zum Gouverneur von Nebraska gewählt, wobei er sich mit 51:49 Prozent der Stimmen gegen den republikanischen Amtsinhaber Arthur J. Weaver durchsetzte. Seine zweijährige Amtszeit begann am 3. Januar 1923 und endete am 8. Januar 1925. In dieser Zeit erlebte die Wirtschaft nicht nur in Nebraska einen großen Aufschwung, daher konnten die Steuern gesenkt werden. Für die Präsidentschaftswahl 1924 wurde er von seiner Partei als Kandidat für die Vizepräsidentschaft nominiert. An der Seite von John W. Davis zog er in den Wahlkampf, den das Duo gegen die Republikaner Calvin Coolidge und Charles Gates Dawes deutlich verlor. 1926 und 1928 bewarb sich Bryan jeweils erfolglos um eine Rückkehr in das Gouverneursamt. Das lag unter anderem auch am allgemeinen Bundestrend, der in jenen Jahren die Republikaner im Aufwind sah.

## Zweite Amtszeit als Gouverneur
Im Jahr 1930 wurde Bryan dann aber doch noch einmal in das Amt des Gouverneurs gewählt. Nach einer Wiederwahl im Jahr 1932 konnte er es bis zum 3. Januar 1935 ausüben. Während der ersten zwei Jahre litt der Staat wie die gesamte westliche Welt unter den Folgen der Weltwirtschaftskrise. Die Lage besserte sich dann nach dem Regierungsantritt von Franklin D. Roosevelt, dessen New-Deal-Politik auch Nebraska aus der Krise half. Im Jahr 1934 bewarb sich Bryan erfolglos um einen Sitz im US-Senat.
Nach dem Ende seiner Amtszeit im Januar 1935 blieb Bryan weiterhin politisch aktiv. Zwischen 1935 und 1937 war er nochmals Bürgermeister von Lincoln. Im Jahr 1938 bewarb er sich nochmals um das Amt des Gouverneurs. Dieser Versuch blieb genauso erfolglos wie seine Kandidatur für den Kongress im Jahr 1940. Charles Bryan starb am 4. März 1945. Er war mit Mary Louise Brokaw verheiratet, mit der er drei Kinder hatte.